# Bertha Isaacs
 Dame Bertha Isaacs, DBE (18 tháng 4 năm 1900 - 1 tháng 8 năm 1997) là một giáo viên, người chơi quần vợt, nhà hoạt động nữ quyền phụ nữ và chính trị gia người Bahamas. Sau khi làm giáo viên tiểu học, bà chơi trên đường đua quần vợt quốc tế, giành cả hai danh hiệu đơn và đôi trong những năm 1930. Trở về Bahamas, bà tham gia vào phong trào giành quyền bầu cử của phụ nữ ở nước này, giúp giành được phiếu bầu năm 1962. Bà là người phụ nữ thứ hai được bổ nhiệm làm Thượng nghị sĩ ở Bahamas và là người phụ nữ đầu tiên được trao danh hiệu danh dự của Tư lệnh Phu nhân của Huân chương Đế quốc Anh. Một chiếc cúp hàng năm được trao tại Giải vô địch quần vợt Caribbean Commonwealth mang tên bà.

## Thơ ấu
Albertha Magdelina Hanna sinh ngày 18 tháng 4 năm 1900 tại Giáo xứ Saint Matthews trên New Providence ở Bahamas với mẹ là Lilla Celeste (nhũ danh Minns) và cha làRobert Samuel Hanna. Bà theo học trường Girls Cosmopolitan và sau đó là Victoria School of Nassau.

## Giải thưởng và danh dự
Năm 1974, Isaacs được trao danh hiệu danh dự của Tư lệnh Phu nhân của Huân chương Đế quốc Anh. Giải thưởng đánh dấu lần đầu tiên vinh dự được trao cho một phụ nữ người Bahamas. Năm sau đó, Isaacs được Hiệp hội quần vợt Bahamas vinh danh khi họ tạo ra một giải thưởng hàng năm mang tên bà. Chiếc cúp Dame Bertha Isaacs được trao tại Giải vô địch quần vợt Caribbean Commonwealth cho người chơi nữ đã thể hiện tiêu chuẩn cao nhất về hành vi của tòa án, chất lượng chơi và thể thao.

### Trích dẫn
1. 1 2 3  Womens Suffrage Bahamas 2012.
2. ↑  The Daily Gleaner 1980, tr. 12.